# Liang Baibo
Liang Baibo (xinès simplificat: 梁白波, pinyin: Liáng Báibō; Shanghai, 1911 – Taiwan, c. 1970) va ser una pintora i artista de manhua xinesa, més coneguda per la sèrie Mifeng Xiaojie, publicada el 1935. Ella i Yu Feng van ser les primeres dibuixants de la Xina. Nascuda a Shanghai, va treballar a Singapur i les Filipines, i va ser membre de l'associació d'avantguarda Juelan she. Tingué una relació extramatrimonial de tres anys amb l'artista Ye Qianyu, però el va deixar per casar-se amb un pilot d'aviació. Es va traslladar a Taiwan després de la revolució comunista xinesa, i més tard es va suïcidar.

## Biografia
Liang va nàixer el 1911 en una família de classe mitjana a Shanghai, amb la seua casa ancestral a Zhongshan, Guangdong. Va estudiar al Col·legi Nacional d'Art de Hangzhou (actual Acadèmia d'Art de la Xina) i després al Departament d'Art Occidental del Col·legi d'Art Xinhua de Shanghai, on es va centrar en la pintura a l'oli.
Era amiga del poeta revolucionari Yin Fu (Bai Mang). El 1930, va dibuixar nou il·lustracions per a la seua col·lecció de poemes Haier ta. No obstant això, el llibre no es va publicar en aquell moment, ja que Yin Fu va ser executat pel Kuomintang a principis de 1931 juntament amb quatre altres intel·lectuals, coneguts conjuntament com els Cinc Màrtirs de la Lliga d'Escriptors Esquerrans.
Liang va ser membre de l'avantguarda Storm Society, fundada el 1931 per Pang Xunqin i Ni Yide. Va utilitzar el pseudònim Bomb, que canviaria a suggerència dels seus amics, adoptant Bon, per tal de preservar el so d'una explosió. Considerada individualista i aventurera, va anar a Singapur i després a les Filipines, on va ensenyar belles arts a una escola secundària xinesa.
Liang va tornar a Shanghai a principis de 1935. Entra en contacte amb el món editorial, on va conèixer Ye Qianyu, un destacat artista i editor, i es va enamorar d'ell. Segons les memòries de Ye, ella el va perseguir sense importar-li el fet que estava casat amb fills, en l'esperit del romanticisme dels anys trenta.
A la primavera de 1935, Liang i Ye van participar en un projecte de propaganda de sanejament organitzat pel ferrocarril Tianjin-Pukou. Van viatjar a Pequín amb tren, on es van quedar uns dies, i després van decidir amagar-se a Nanjing. Vivint en secret amb Ye, va dibuixar la tira còmica, Mifeng Xiaojie, que es va publicar a la portada del diari Libao. La tira només es va publicar durant 25 dies, però, abans que la dona de Ye, Luo Caiyun, i el seu pare el localitzaren i l'obligaren a tornar a Shanghai. Luo va rebutjar la sol·licitud de divorci de Ye, però la parella es va separar legalment.
El novembre de 1935, Liang va dibuixar còmics del matrimoni de la reina del cinema, Hu Die. L'any 1936, va ser escollida com un dels 31 membres del Comitè d'Arranjament de la Primera Exposició Nacional de Caricatures.
Quan el Japó va envair la Xina i va ocupar Shanghai el 1937, Ye Qianyu, juntament amb un grup de dibuixants de Shanghai, van formar el Cos de propaganda de salvació nacional. Finançat pel govern del Kuomintang, el cos va marxar de Shanghai cap a l'interior per difondre propaganda antijaponesa. Liang era l'única dona membre del cos.
El cos de propaganda es va dirigir a Wuhan en un primer moment. Allà va crear un dibuix que representava un combatent guerriller dempeus com un gegant davant de l'exèrcit japonés, que es considera la seua obra més representativa en propaganda de guerra. També va crear l'obra Women Joining the War, que es va exposar a la Unió Soviètica. El 1938, Liang va conèixer a Chen Enjie, un pilot de la Força Aèria de la República de la Xina, i es va enamorar d'ell. Va posar fi a la seua aventura de tres anys amb Ye i més tard es va casar amb Chen. Va viatjar al Tibet durant la guerra.

## Taiwan
Després de la rendició del Japó, Liang va tornar a Shanghai el 1946 i va viatjar a Xinjiang per pintar. Quan el Partit Comunista es feu amb el control de la Xina continental, es va traslladar a Taiwan amb el seu marit i va tindre un fill. A Taiwan, va tornar a connectar amb Liao Molin, un altre antic membre del cos de propaganda, i va treballar en un forn que Liao va obrir a Tainan. Més tard va conèixer l'escriptor Lin Haiyin, que la va presentar com a il·lustradora per al diari United Daily News. No obstant això, no va trobar èxit professional a Taiwan i va patir esquizofrènia. Es va suïcidar a Taiwan, cap al 1970.

## Llegat
Liang és coneguda com la primera dona dibuixant de la Xina, tot i que Yu Feng va ser la seua contemporània i possible predecessora. Les seues obres conegudes són poques, però són elogiades per la seua gran qualitat. Mifeng Xiaojie, és descrita per un crític com encantadora; les línies eren suaus i boniques, i els temes eren molt interessants. Va cridar molt l'atenció d'altres dibuixants i va ser benvinguda pels lectors des del principi. A les memòries de Ye Qianyu, l'autor va recordar els tres anys que va passar amb Liang amb afecte i la va descriure com una pintora amb talent. Va dir que tenia un temperament de poeta, i que es va inspirar molt en ella quan va crear les seues pròpies obres com la tira còmica Wang Xiansheng.